# Dragan Jočić
Dragan Jočić (Beograd,  1960.), srbijanski političar i pravnik.
Jočić je obnašao dužnost ministara unutarnjih poslova Srbije. Na ovu dužnost, kao predstavnik Demokratske stranke Srbije, prvi put je izabran 3. ožujka 2004. godine. Ponovo je izabran 15. svibnja 2007. godine, i na dužnosti je bio do srpnja 2008. Po zanimanju je pravnik.
Teško je ozlijeđen u prometnoj nesreći 25. siječnja 2008. godine kod mjesta Velika Plana na autocesti Beograd-Niš.